# Manoir de la Touche (Ploërmel)
Pour les articles homonymes, voir Manoir de la Touche (homonymie).
Le manoir de la Touche est un édifice situé à Ploërmel en France.

## Localisation
Le manoir est situé sur le territoire de la commune de Ploërmel, au lieu-dit la Touche, dans le département du Morbihan en région Bretagne.

## Description
Le manoir date du XVIIe siècle , édifice à un étage carré en moellons de granite et de schiste. Toiture à longs pans couverte d'ardoises, pignon couvert.

## Historique
Manoir construit au XVIIe siècle, il est agrandi et remanié au XIXe siècle, actuellement compris dans un ensemble de bâtiments modernes.
Il est inscrit à l'inventaire général du patrimoine culturel.